# Hungrigt lejon kastar sig över en antilop
Hungrigt lejon kastar sig över en antilop (franska: Le lion, ayant faim, se jette sur l'antilope) är en oljemålning av den franske naivistiske konstnären Henri Rousseau. Den målades omkring 1905 och är sedan 1988 utställd på Fondation Beyeler i Riehen. 
Målningen ingår i en grupp av omkring 25 djungelbilder, däribland Överraskad (1891), Ormtjuserskan (1907) och Drömmen (1910), som gjort Rousseau berömd. Han började måla sent i livet och hans konst blev till en början förlöjligad. Men omkring sekelskiftet uppmärksammades han av avantgardet och kulturprofiler som Alfred Jarry, André Breton, Guillaume Apollinaire, Pablo Picasso och Robert Delaunay. Rousseau var självlärd och skildrade ofta i ett oskolat naivt manér fantasifulla och exotiska motiv. Han förberedde sig mycket noggrant med många skisser. Inspiration fick han från studier i botaniska och zoologiska trädgårdar. Tack vare en överenskommelse med en av trädgårdsmästarna på Jardin des Plantes kunde han sitta i timmar i växthuset och teckna. I första hand var hans djungelmålningar fantasier; hans eget påstående om att han som ung varit utomlands och rest i Mexiko var inte sant. 
Hungrigt lejon kastar sig över en antilop ställdes ut på Höstsalongen i Paris 1905 tillsammans med verk av Henri Matisse och André Derain. De två senare fick med denna utställning ett genombrott. Deras stil kom av konstkritiker att kallas fauvism, vilket betyder vilddjuren. Troligen har namnet inspirerats av Rousseaus målning även om han själv inte räknas som en fauvist.    